# Morne aux Diables
El Morne aux Diables, també conegut com a Devil's Peak, és un volcà que es troba al nord de l'illa de Dominica, uns vint quilòmetres al nord de la capital, Roseau. S'eleva fins als 861 metres sobre el nivell del mar. No es coneix cap erupció en temps històrics, tot i que el volcà té un aspecte jove. Una de les seves colades de lava solidificada, al flanc nord-est del volcà, es va datar amb almenys 46.000 anys d'antiguitat. Hi ha diverses fonts termals als voltants de Portsmouth i Toucari. El 2009-2010 va patir petits terratrèmols.